# Wyspy Suworowa
Wyspy Suworowa (ang. Suwarrow, dawniej Suvorov) – atol wchodzący w skład Północnych Wysp Cooka, należący administracyjnie do terytorium zależnego Nowej Zelandii – Wyspy Cooka. Wyspy stanowią jednocześnie jednostkę administracyjną o takiej samej nazwie.
Wyspy mają powierzchnię 0,4 km². W skład atolu wchodzi 7 większych wysp i kilkadziesiąt drobnych wysepek, z których najważniejsze to: Turtle Island, Anchorage Island i Motu Tou.
Na atolu znajdują się dwie miejscowości: Tauhanu położona na wyspie o tej samej nazwie i zamieszkana przez 65 osób (dane szacunkowe na 2007) oraz Tuako położona na wyspie Ngake.
Atol został odkryty w 1814 przez rosyjski okręt „Suworow” i nazwany od jego nazwy (okręt zaś nazwany został na cześć Aleksandra Suworowa). Od 1888 wraz z innymi wyspami archipelagu stanowił protektorat brytyjski, zwany od 1891 Cook Islands Federation. W 1901 atol wraz z całymi Wyspami Cooka został przekazany Nowej Zelandii. W 1978 wyspę objęto ochroną jako Suwarrow Atoll National Park.